# Christopher Field
Christopher Bower Field (* 1953) ist ein US-amerikanischer Wissenschaftler. Er hat über 200 wissenschaftliche Studien verfasst. Sein Arbeitsschwerpunkt ist die Untersuchung der Auswirkungen der globale Erwärmung, wobei er dies von molekularer bis zur globalen Ebene betrachtet. Christopher Fields Studien beziehen sich beispielsweise auf den globalen Kohlenstoffkreislauf und die Auswirkungen des Klimawandels auf den Ackerbau.

## Wirken
Er ist Gründungsdirektor der Carnegie Institution's Department of Global Ecology und Perry L. McCarty Director des Stanford Woods Institute for the Environment sowie Melvin and Joan Lane Professor für Interdisciplinary Environmental Studies an der Stanford University, sowie Faculty Director des Stanford's Jasper Ridge Biological Preserve. Er war zweiter Vorsitzender der Working Group II beim vierten Sachstandsbericht des Intergovernmental Panel on Climate Change von 2012. Er ist Mitglied der National Academy of Sciences, Fellow der American Academy of Arts and Sciences (seit 2010), der American Association for the Advancement of Science, der Ecological Society of America und der American Philosophical Society (seit 2022).
Christopher Field erhielt bislang folgende Ehrungen: Den BBVA Foundation Frontiers of Knowledge Award, den Heinz Award, den Max Planck Research Award, die Roger Revelle Medal der American Geophysical Union und den Stephen H. Schneider Award. Für 2022 erhielt er den Japan-Preis in der Kategorie „Biological Production, Ecology/Environment.“